# Rahvaliit

Ehemaliges Logo der Estnischen Volksunion

Die Estnische Volksunion (estnisch Eestimaa Rahvaliit - ERL) war von 2000 bis 2012 eine konservativ-agrarische Partei in Estland. Seit 2011 war sie nicht mehr im Parlament vertreten. 2012 erfolgte die Fusion mit der 2006 gegründeten rechtspopulistischen „Estnischen Nationalen Bewegung“ (Eesti Rahvuslik Liikumine) zur „Estnischen Konservativen Volkspartei“ (Eesti Konservatiivne Rahvaerakond).

## Wählerschaft und Programm
Die Volksunion war eine ländlich und agrarisch orientierte Partei, die besonders außerhalb der größeren Städte und innerhalb der ärmeren Schichten der Bevölkerung ihre Anhänger fand. Obwohl sie auch nationalistische Elemente enthielt, fand sie ebenfalls Zuspruch bei der russischsprachigen Bevölkerung Estlands. Die Volksunion war lange die mitgliederstärkste Partei in Estland.
Die Partei setzte sich für die sozialen Rechte der estnischen Landbevölkerung ein. Eine Stärkung der kommunalen Selbstverwaltung und das Subsidiaritätsprinzip waren die Grundlagen ihrer Regionalpolitik. Sie befürwortete im Agrarsektor ein Gleichgewicht zwischen wirtschaftlichen und ökologischen Interessen.
Obwohl tendenziell euroskeptisch, war sie während des Referendums zum EU-Beitritt im September 2003 eine klare Befürworterin der Mitgliedschaft Estlands in der Europäischen Union. Sie gehörte aber der Allianz für ein Europa der Nationen an.

## Geschichte
Die Estnische Volksunion wurde am 18. Oktober 1999 als Vereinigung der drei Parteien Eesti Pensionäride ja Perede Erakond - EPPE („Partei der estnischen Rentner und Familie“; Mitte-Links Spektrum, gegründet 1991), Eesti Maarahva Erakond - EME („Partei des estnischen Landvolks“; Bauernpartei, gegründet 1994) und Eesti Maaliit - EML („Estnische Landunion“; ländlich orientierte Partei; gegründet 1991) offiziell ins Leben gerufen. Im Januar 2003 trat die 1996 gegründete Kleinpartei Erakond Uus Eesti - UE („Partei Neues Estland“) der Volksunion bei.

## Persönlichkeiten
Prägende Persönlichkeiten der Estnischen Volksunion waren insbesondere Arnold Rüütel (1928–2024), der von 1994 bis 2000 Vorsitzender der Eesti Maarahva Erakond (EME) war. Rüütel wurde im Oktober 2001 zum estnischen Staatspräsidenten gewählt. Im Sommer 2006 unterlag er bei der Präsidentenwahl knapp seinem sozialdemokratischen Herausforderer Toomas Hendrik Ilves.
Nach Rüütel dominierte Villu Reiljan (* 1953) das Bild der Partei. Der studierte Forstwirt hatte von 1995 bis 1997 bereits Erfahrung als estnischer Umweltminister gesammelt. Von 2003 bis 2006 war Reiljan erneut Umweltminister.
Reiljan übernahm die politische Verantwortung für das schlechte Abschneiden der Partei bei der Parlamentswahl 2007 und trat zurück. Sein Nachfolger als Parteivorsitzender wurde im April 2007 Jaanus Marrandi, der 2002/2003 estnischer Landwirtschaftsminister war.
Im Herbst 2008 brach in der Partei ein Streit um die inhaltliche Neuausrichtung aus. Am 1. November 2008 konnte sich der Fraktionsvorsitzende Karel Rüütli (* 1978) auf einem Parteikongress als neuer Vorsitzender durchsetzen. Ihm gelang es nicht, die zerstrittenen Lager zu versöhnen. 2010 musste er auch angesichts schlechter Wahlerfolge sein Amt aufgeben.

## Wahlen
Bei den Parlamentswahlen 1995 erhielt die aus den fünf Parteien Koonderakond, Eesti Maarahva Erakond, Eesti Maaliit, Eesti Pensionäride ja Perede Erakond und Põllumeeste Kogu gebildete gemeinsame Liste Valimisliit Koonderakond ja Maarahva Ühendus (KMÜ) („Wahlbündnis Koalitionspartei und Landvolkvereinigung“) 32 % der Stimmen. Sie erreichte 41 der 101 Sitze im Parlament (Riigikogu) und wurde mit Abstand stärkste Fraktion. Der Wahlblock war in den folgenden drei Kabinetten der Ministerpräsidenten Tiit Vähi (Kabinett Vähi II, Kabinett Vähi III) und Mart Siimann (Kabinett Siimann I) von 1995 bis 1999 an der Regierung beteiligt.
Zu den Parlamentswahlen 1999 spaltete sich das Wahlbündnis auf. Die Eesti Maarahva Erakond erhielt (gemeinsam mit der Eesti Maaliit) nur sieben Mandate, die Koonderakond (gemeinsam mit der EPPE) ebenfalls sieben. Die Parteien gingen in die Opposition.
Nach dem Parteizusammenschluss und der Auflösung der Koalitionspartei konnte die 2000 gegründete Estnische Volksunion bei der Parlamentswahl 2003 ein gutes Wahlergebnis einfahren und dreizehn Mandate erringen. Von 2003 bis 2007 war die Estnische Volksunion in den Kabinetten der Ministerpräsidenten Juhan Parts (Kabinett Parts I) und Andrus Ansip (Kabinett Ansip I) an der Regierung beteiligt.
Bei der Parlamentswahl 2007 musste sie starke Verluste hinnehmen. Mit 7,1 % der Stimmen und sieben Abgeordneten bildete sie die kleinste Fraktion im Riigikogu. Die Estnische Volksunion ging erneut in die Opposition.
Mit dem Rückzug des langjährigen Parteivorsitzenden Villu Reiljan 2007 begann der Niedergang der Partei. Im Herbst 2008 wurde der junge Karel Rüütli zum neuen Vorsitzenden gewählt. 2009 spaltete die Diskussion um eine mögliche Vereinigung der Partei mit der estnischen Sozialdemokratie Führung und Mitgliederschaft. Bei der Europawahl im selben Jahr erreichte die Partei nur 2,2 % der Stimmen. Im Mai 2010 trat der Parteivorsitzende Karel Rüütli zurück und wechselte eigenständig zu den Sozialdemokraten.
Bei der Parlamentswahl 2011 verfehlte die Volksunion mit nur 2,1 % der Stimmen klar den Einzug ins Parlament. Die Partei war intern zerstritten und zeigte Auflösungstendenzen. 2012 ging die Partei in der rechtspopulistischen Estnischen Konservativen Volkspartei (Eesti Konservatiivne Rahvaerakond) auf.

## Wahlergebnisse
| Jahr | Stimmen | Anteil | Mandate | Platz |
| ---- | ------- | ------ | ------- | ----- |
| 2003 | 64.463  | 13,0 % | 13/101  | 4.    |
| 2007 | 39.215  | 7,1 %  | 6/101   | 6.    |
| 2011 | 12.184  | 2,1 %  | 0/101   | 6.    |

| Jahr | Stimmen | Anteil | Mandate | Platz |
| ---- | ------- | ------ | ------- | ----- |
| 2004 | 18.687  | 8,1 %  | 0/6     | 5.    |
| 2009 | 8.860   | 2,2 %  | 0/6     | 8.    |

## Vorsitzende
- 2000–2007: Villu Reiljan
- 2007: Ester Tuiksoo (geschäftsführend)
- 2007/2008: Jaanus Marrandi
- 2008–2010: Karel Rüütli
- 2010: Arvo Sirendi (geschäftsführend)
- 2010: Juhan Aare
- 2010/2011: Andrus Blok
- 2011/2012: Margo Miljand